# Dominique McElligott

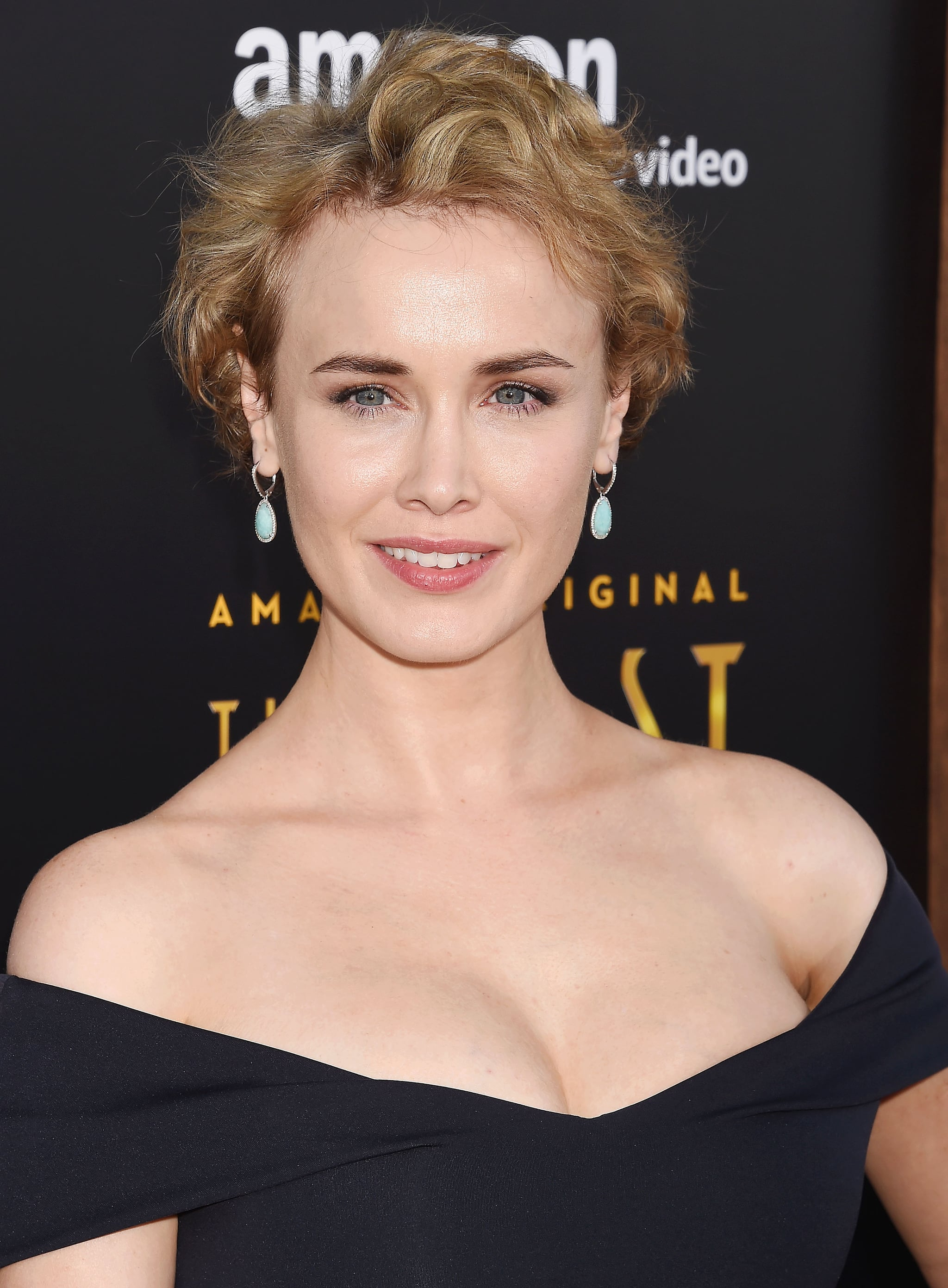
Dominique McElligott im Jahr 2017

Dominique McElligott (* 5. März 1986 in Dublin) ist eine irische Schauspielerin.

## Leben
McElligott wuchs in Dublin, Irland, auf. Sie begann während der Sekundarschule mit der Schauspielerei. Sie ist Absolventin des University College Dublin.
Dominique McElligott spielte überwiegend in Independentfilmen mit. Im Jahr 2009 übernahm sie an der Seite von Sam Rockwell eine Rolle in Duncan Jones’ Science-Fiction-Film Moon. Im Jahr 2010 spielte sie in der romantischen Komödie Verlobung auf Umwegen. Von 2016 bis 2017 war sie in der Serie House of Cards zu sehen. Weitere Film- und Fernsehrollen folgten, von 2019 bis 2022 spielte sie in der Serie The Boys mit.

## Filmografie (Auswahl)
- 2001–2002: On Home Ground (Fernsehserie, 10 Folgen)
- 2005: Whiskey Echo (Fernsehfilm)
- 2008: Dark Floors
- 2008: Being Human (Fernsehserie, Folge 1x01)
- 2008: Raw (Fernsehserie, 6 Folgen)
- 2008: Satellites & Meteorites
- 2009: Moon
- 2009: The Philanthropist (Fernsehserie, 3 Folgen)
- 2010: Verlobung auf Umwegen (Leap Year)
- 2011: The Guard – Ein Ire sieht schwarz (The Guard)
- 2011: Blackthorn
- 2011–2012: Hell on Wheels (Fernsehserie, 20 Folgen)
- 2012: Not Fade Away
- 2015: The Astronaut Wives Club (Fernsehserie, 10 Folgen)
- 2016–2017: The Last Tycoon (Fernsehserie, 9 Folgen)
- 2016–2017: House of Cards (Fernsehserie, 15 Folgen)
- 2019: Two/One
- 2019–2022: The Boys (Fernsehserie, 24 Folgen)
- 2021: Seven on 7 (Fernsehserie, Folge 1x03)
- 2022: The Boys Presents: Diabolical (Fernsehserie, Folge 1x03, Synchronisation)